# 오미야번
오미야 번(일본어: 大宮藩 오미야한[*])은 일본 에도 시대 전기 시모쓰케국 내에 있던 번으로, 지금의 도치기현 도치기시 오미야 정에 위치했다.

## 번의 역사
시모우사 국 고가 번주로, 도쿠가와 쓰나요시 옹립에 공헌한 일로 유명한 다이로 홋타 마사토시가 조쿄 원년(1684년)에 암살되었다. 사후, 13만 석의 유령 중에서 가독과 대부분의 소령은 장남 홋타 마사나카가 이어받았고, 마사토시의 차남 홋타 마사토라는 시모쓰케국 쓰가 군(都賀郡) 내의 2만 석 영지를 분할받아 오미야 번을 세웠던 것이다.
그 후 마사나카는 데와국 야마가타번, 무쓰국 후쿠시마번으로 이봉되었으나, 겐로쿠 7년(1694년)에 사망하였다. 마사토라가 가독을 승계하면서 후쿠시마 번으로 옮겨가게 되었고, 이에 따라 오미야 번은 폐지되었다.

## 번주
- 홋타 마사토라(堀田正虎) 재위 1684년 ~ 1694년